# Chemin des Révoires
Chemin des Révoires (în monegască cami̍n d’ë Revëre) este o străveche potecă montană, situată în proximitatea actualului cartier Jardin Exotique din Principatul Monaco. Cel mai înalt punct din Monaco, având o altitudine de 162 de metri deasupra nivelului mării, este situat pe o stradă construită pe locul fostei poteci, pe un versant al muntelui Agel, munte al cărui vârf este situat pe partea franceză. Această parte a teritoriului Principatului este foarte abruptă, aparținând din punct de vedere geografic munților Alpi, care se extind până la Marea Mediterană.